# Homaloptera pillaii
Homaloptera pillaii är en fiskart som beskrevs av Indra och Rema Devi, 1981. Homaloptera pillaii ingår i släktet Homaloptera och familjen grönlingsfiskar. IUCN kategoriserar arten globalt som livskraftig. Inga underarter finns listade i Catalogue of Life.